# Діденко В'ячеслав Лукич
Юрій (В'ячеслав) Лукич Чорний Діденко (6 листопада 1907, Макіївка, Таганрозький округ, Область Війська Донського, Російська імперія  — 14 березня 1973) — письменник.

## Біографія
Народився в селищі Ханженкове Донецької області в сім'ї рудничного службовця. Незабаром переїхав до Горлівки. Тут в 1924 році закінчив семирічку, розпочав трудовий шлях. Працював каменярем на відновленні коксових печей, відгребальником і коногоном в шахті, культорганізатором в рудниковому клубі. Одночасно навчався в гірничопромисловому училищі. У ці ж роки на сторінках журналу «Забой» і «Гірник» почав друкувати свої перші вірші, а пізніше повісті.
Про першу появу Чорного-Діденка у редакції «Забою» Борис Горбатов залишив такі спогади: "Я пам'ятаю його, — пише Б. Горбатов, — горлівським рабкором, коли він наполегливо і влучно бичував рудничні непорядки. Я знаю, що Юрій зараз багато вчиться, читає і наполегливо пише. І, можливо, саме він виросте в того письменника, який заспіває про Донбас справжніми піснями ".
З 1928 по 1941 співробітник бахмутської газети «Кочегарка». У роки нацистсько-радянської війни був армійським кореспондентом фронтової газети. Дем'янськ, Орел, Мінськ, Варшава, Берлін, такі етапи його військових доріг. Нагороджений трьома орденами і кількома медалями. З 1953 року демобілізований на творчій роботі.

## Цитати про письменника
Сам Чорний-Діденко завжди був скромний і суворий в оцінці своєї творчої продукції. Я не пам'ятаю випадку, щоб при зустрічах з друзями-літераторами, коли розмова неминуче торкався незакінчених або закінчених книг, — Юрій був би задоволений собою, висловив задоволення написаним або погоджувався з похвалами товаришів.

## Твори
Основні твори:
- «Нові горизонти», 1952.
- «Сказання про перші взводи», 1955.
- «Правда на землі одна».
- «Синя блуза», 1963
- «Повісті далеких доріг», 1965.